# Wartburg Kirchdorf School
Die Wartburg Kirchdorf School ist eine teilweise deutschsprachige Schule in Südafrika. Sie liegt im Ort Wartburg in der Nähe von Pietermaritzburg in der Provinz KwaZulu-Natal und gehört zu den angesehensten und mehrfach ausgezeichneten Schulen in dieser Provinz. Der Wahlspruch lautet „DENNOCH FEST UND FREI“. Die Schule wurde 1881 in der vornehmlich von Deutschen besiedelten Gegend gegründet.
Die Schule umfasst einen Vorschul-, einen Grundschul- und einen High-School-Bereich mit insgesamt etwa 390 Schülern und 25 Lehrern. In den ersten beiden Klassen wird in der Muttersprache der Schüler unterrichtet, ab Klasse drei kommt Afrikaans hinzu.
Das Schülerwohnheim der Schule wurde 1948 errichtet und wird von den beiden evangelisch-lutherischen Kirchengemeinden in Wartburg mitbetrieben. Etwa 120 der Schüler sind hier untergebracht.